# Оскільська сільська рада
Оскі́льська сільська́ ра́да — адміністративно-територіальна одиниця та орган місцевого самоврядування в Ізюмському районі Харківської області. Адміністративний центр — село Оскіл.

## Загальні відомості
- Територія ради: 127,07 км²
- Населення ради: 3 225 осіб (станом на 2001 рік)
- Водоймища на території, підпорядкованій даній раді: річка Оскіл, річка Бахтин, водосховище.

## Населені пункти
Сільській раді підпорядковані населені пункти:
- с. Оскіл
- с. Букине

## Склад ради
Рада складається з 20 депутатів та голови.
- Голова ради: Загоруйко Геннадій Миколайович
- Секретар ради: Ляшенко Світлана Вікторівна

### Керівний склад попередніх скликань
| Прізвище, ім'я, по батькові    | Основні відомості                                                                                  | Дата обрання | Дата звільнення |
| ------------------------------ | -------------------------------------------------------------------------------------------------- | ------------ | --------------- |
| Загоруйко Геннадій Миколайович | Сільський голова, 1967 року народження, освіта вища, член Всеукраїнського об'єднання «Батьківщина» | 26.03.2006   | 31.10.2010      |
| Загоруйко Геннадій Миколайович | Сільський голова, 1967 року народження, освіта вища, безпартійний                                  | 31.10.2010   |                 |

Примітка: таблиця складена за даними сайту Верховної Ради України

### Депутати
За результатами місцевих виборів 2010 року депутатами ради стали:

#### За суб'єктами висування
| Суб'єкт висування                   | Кількість обраних депутатів | %  |
| ----------------------------------- | --------------------------- | -- |
| Самовисування                       | 9                           | 45 |
| Політична партія «Опозиційний блок» | 6                           | 30 |

#### За округами
| № округу                            | Прізвище, ім'я, по батькові        | Дата визнання обраним | Освіта             | Партійна приналежність         | Відомості про обраного депутата                                            |
| ----------------------------------- | ---------------------------------- | --------------------- | ------------------ | ------------------------------ | -------------------------------------------------------------------------- |
| 5                                   | Вощаний Анатолій Михайлович        | 01.11.2010            | середня спеціальна | позапартійний                  | Оскільська дільниця КП "Компанія «Вода Донбасу», електрик                  |
| 11                                  | Товстокорий Василь Володимирович   | 01.11.2010            | середня спеціальна | позапартійний                  | пенсіонер                                                                  |
| 14                                  | Пушкаренко Володимир Миколайович   | 01.11.2010            | вища               | сторож.                        |                                                                            |
| 16                                  | Цимбалюк Валерій Вікторович        | 01.11.2010            | середня            | пенсіонер                      |                                                                            |
| 17                                  | Шаля Олександр Петрович            | 01.11.2010            | середня            | ТОВ «ІОМЗ», голова ради        |                                                                            |
| Політична партія «Опозиційний блок» |                                    |                       |                    |                                |                                                                            |
| 2                                   | Рєзнік Лариса Михайлівна           | 01.11.2010            | середня спеціальна | член Партії регіонів           | Харківська дирекція УДТПЗ «Укрпошта», керівник відділення зв'язку с. Оскіл |
| 3                                   | Кулибаба Антоніна Михайлівна       | 01.11.2010            | середня            | член партії «Опозиційний блок» | КУ Червонооскільський ПНІ, завідувачка підсобного господарства             |
| 4                                   | Чипка Валентина Григорівна         | 01.11.2010            | середня            | член партії «Опозиційний блок» | Червонооскільська дільниця КП "Компанія «Вода Донбасу», комірник           |
| 6                                   | Легуцький Олександр Петрович       | 01.11.2010            | вища               | член партії «Опозиційний блок» | Червонооскільська дільниця КП "Компанія «Вода Донбасу», інженер-енергетик  |
| 10                                  | Садовий Олексій Трохимович         | 01.11.2010            | середня            | член партії «Опозиційний блок» | Червонооскільська дільниця КП "Компанія «Вода Донбасу», охоронець          |
| 20                                  | Похвалій Анатолій Андрійович       | 01.11.2010            | середня            | член партії «Опозиційний блок» | КУ Червонооскільський ПНІ, тракторист                                      |
| Самовисування                       |                                    |                       |                    |                                |                                                                            |
| 1                                   | Федченко Володимир Володимирович   | 01.11.2010            | середня            | позапартійний                  | ПП «Федченко В. В.», керівник                                              |
| 7                                   | Садова Ніна Іванівна               | 01.11.2010            | вища               | позапартійна                   | КУ Червонооскільський ПНІ, лікар-психіатр                                  |
| 8                                   | Папірний Віталій Олександрович     | 01.11.2010            | середня спеціальна | позапартійний                  | КУ Червонооскільський ПНІ, завідувач харчоблоку                            |
| 9                                   | Гуламов Нізамі Балагусейногли      | 01.11.2010            | середня            | позапартійний                  | Ізюмський державний комбінат хлібопродуктів, водій                         |
| 12                                  | Ляшенко Світлана Вікторівна        | 01.11.2010            | середня спеціальна | позапартійна                   | Червонооскільська сільська рада, секретар                                  |
| 13                                  | Іванченко Микола Григорович        | 14.11.2010            | вища               | позапартійний                  | КУ Червонооскільський ПНІ, інженер з охорони праці                         |
| 15                                  | Шкарупєлий Владислав Олександрович | 01.11.2010            | середня спеціальна | позапартійний                  | ПП «Федченко», пиляр                                                       |
| 18                                  | Дикань Тетяна Володимирівна        | 01.11.2010            | середня спеціальна | позапартійна                   | тимчасово не працює                                                        |
| 19                                  | Бабенко Валерій Володимирович      | 01.11.2010            | вища               | член партії «Опозиційний блок» | Левківська медична амбулаторія, головний лікар                             |

## Населення
Згідно з переписом УРСР 1989 року чисельність наявного населення сільської ради становила 3735 осіб, з яких 1539 чоловіків та 2196 жінок.
За переписом населення України 2001 року в сільській раді мешкали 3203 особи.

### Мова
Розподіл населення за рідною мовою за даними перепису 2001 року:
| Мова       | Відсоток |
| ---------- | -------- |
| українська | 89,55 %  |
| російська  | 9,64 %   |
| білоруська | 0,37 %   |
| вірменська | 0,06 %   |
| молдовська | 0,03 %   |
| польська   | 0,03 %   |
| інші       | 0,32 %   |